# Erica (jogo eletrônico)
Erica é um jogo eletrônico e filme interativo de FMV desenvolvido pela Flavourworks e publicado pela Sony Interactive Entertainment. O jogo foi lançado originalmente para o PlayStation 4 em 19 de agosto de 2019. Posteriormente, foi portado para iOS em 15 de janeiro de 2021, e depois ganhou uma versão para Microsoft Windows lançada em 25 de maio de 2021.

## Jogabilidade
O jogo é um suspense de ficção interativa, em que o jogador faz escolhas em momentos críticos da história para determinar que ramo a narrativa irá seguir. Erica pode ser jogada usando um aplicativo complementar em um smartphone usando PlayLink ou usando o touch pad em um controle de PlayStation 4.

## Enredo
O jogo é estrelado por Holly Earl como Erica Mason, uma jovem mulher lutando com pesadelos de sua infância e tentando desvendar a verdade sobre o passado oculto de sua família. A narrativa começa com Erica revivendo o assassinato de seu pai e tentando identificar seu assassino a partir dessas visões. Ao receber no correio a mão decepada de um remetente misterioso, Erica entra em contato com a polícia e retorna temporariamente à Casa Delphi, asilo com o qual seus pais trabalharam quando vivos. Lá, ela conhece pessoas do passado de seu pai, bem como várias mulheres jovens hospedadas na Casa Delphi, e começa a desvendar o mistério por trás da Casa Delphi, a morte de seu pai e um símbolo misterioso que aparece ao longo do jogo.

## Recepção
Erica recebeu críticas geralmente positivas, embora o Metacritic atribua a ele uma pontuação agregada de 69/100 de 40 críticas. A trilha sonora de Erica foi composta por Austin Wintory, ele foi indicada para os prêmios de "composição original" no 23º Annual DICE Awards e no International Film Music Critics Association Awards 2019.